# Rắn lục sừng
Tên thông dụng trong tiếng Anh:Rắn lục sừng Fan-Si-Pan.
Rắn lục sừng (danh pháp khoa học: Trimeresurus cornutus) là một loài rắn pitviper độc được tìm thấy ở Việt Nam. Trước đây, nó được biết đến từ chỉ hai tiêu bản nhưng gần đây các phát hiện lại ở miền trung Việt Nam. Không có phân loài được công nhận. Đầu chúng có hình tam giác phân biệt rõ với cổ, mặt trên đầu phủ vảy nhỏ, có vảy trên mắt phát triển thành cái sừng trên mắt. Kích thước trung bình của cơ thể là 50 cm.

## Đặc điểm nhận dạng
Là một loài rắn nhỏ. Đầu hình tam giác phân biệt rõ với cổ. Mặt trên đầu phủ vảy nhỏ, có vảy trên mắt và phát triển thành cái sừng trên mắt, có hõm trên má. Mặt trên lưng có 2 dãy vết sẫm lớn, các vết này thường nối với nhau thành vạch ngang, mặt của bụng màu trắng có những vết chấm nâu. Kích thước trung bình của rắn lục sừng : khoảng 50 cm.

## Sinh học, sinh thái
Rắn lục sừng được tìm thấy trên mặt đất trong rừng thường xanh và trên núi đá vôi hoặc các mõm đá granit. Chúng săn mồi ban đêm ở các khu rừng phục hồi ở các khu vực núi đá vôi.

## Phạm vi địa lý
Được tìm thấy ở vườn quốc gia Bạch Mã và Bắc Bộ Việt Nam. Nó xuất hiện ở các rừng mưa ở cao độ thấp. Rắn lục sừng sống ở rừng núi cao thuộc các tỉnh Lào Cai, Thừa Thiên Huế..
Gumprecht et al. (2004) viết rằng trước đây loài này chỉ được biết đến từ hai tiêu bản nhưng đã được phát hiện lại ở Miền trung Việt Nam (Phong Nha-Kẻ Bàng vào năm 2011 (Ziegler and Herrmann, 2002).

## Tình trạng bảo tồn
Loài này được xếp vào nhóm thiếu dữ liệu (DD) trong sách đỏ IUCN (v2.3, 1994).